# نووپتروفکا (شهرستان بلاگووشچنسکی، استان آمور)
نووپتروفکا (روسی: Новопетро́вка) یک منطقهٔ مسکونی در روسیه است که در استان آمور واقع شده‌است.